# Oecetis odanis
Oecetis odanis är en nattsländeart som beskrevs av Kobayashi 1987. Oecetis odanis ingår i släktet Oecetis och familjen långhornssländor. Inga underarter finns listade i Catalogue of Life.